# Шантоу
Шантоу (汕头) град је Кини у покрајини Гуангдунг. Према процени из 2009. у граду је живело 1.457.257 становника.

## Становништво
Према процени, у граду је 2009. живело 1.457.257 становника.
| 1990.   | 2000.     | 2009.     |
| ------- | --------- | --------- |
| 558.309 | 1.167.430 | 1.457.257 |